# Lista de unidades federativas do Brasil por taxa de pobreza

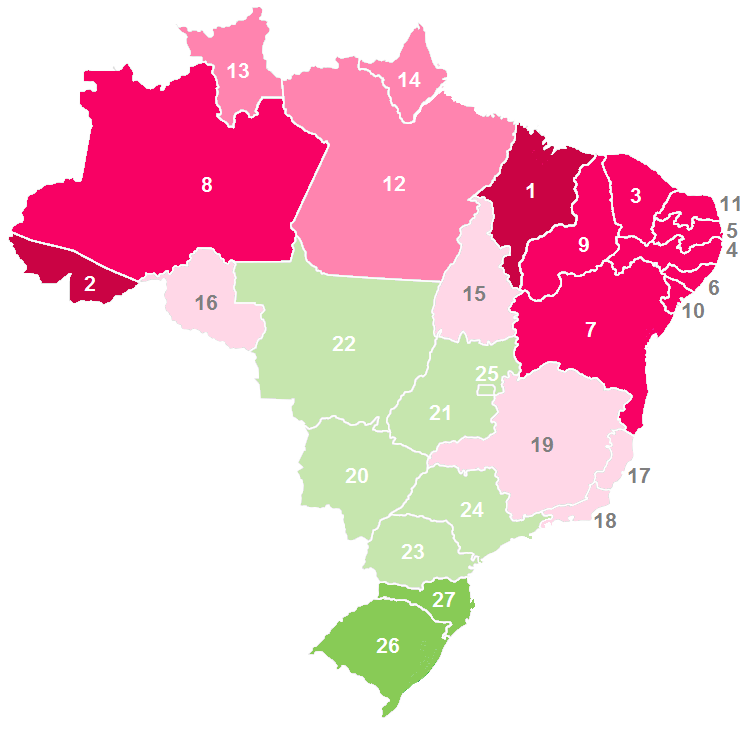
Proporção de Brasileiros vivendo abaixo da linha da pobreza em 2023, de acordo com a PNAD-C, IBGE.
> 50%
40% – 49%
30% – 39%
20% – 29%
15% – 19%
< 15%

Esta é uma lista das unidades federativas do Brasil por taxa de pobreza em 2023 segundo fonte principal a Pesquisa Nacional por Amostra de Domicílio Contínua - PNAD-C, do IBGE, o Instituto de Pesquisa Econômica Aplicada - IPEA, o Mapas da Pobreza da Fundação Getúlio Vargas (FGV) e Instituto Jones dos Santos Neves -IJSN, a partir dos microdados da PNADC/IBGE, anualmente atualizada (2012 a 2023).
O contingente de pessoas vivendo abaixo da linha da pobreza no Brasil com renda domiciliar per capita inferior a R$ 667 reais por mês, ($6.85 dólares per capita ao mês), atingiu 59,2 milhões de brasileiros em 2023, ou 27,5% da população, (ante 62,9 milhões, ou 31,6% de 2022). Em 2021, 36,7% da população - foi o ano com maior patamar de pobreza no Brasil desde o início da série histórica.
Segundo dados divulgados pelo Instituto Brasileiro de Geografia e Estatística (IBGE), entre 2020 e 2021, o número de pessoas vivendo em situação de miséria teve aumento de 18,4% no país; consequência da pandemia e descontinuidade dos subsídios do auxílio-emergencial por parte do governo.
O Brasil é um país grande e diverso, com diferenças sócioeconômicas significativas. As taxas de pobreza com maior proporção estão no estado do Maranhão (51,6%), Acre (51,5%) e Ceará (48,7%). As menores taxas encontram-se em Santa Catarina (11,6%), Rio Grande do Sul (14,4%) e Distrito Federal (15,6%). 

## Taxa de pobreza em 2023
| Posição | Unidade Federativa  | Taxa 2023 | Taxa 2022 | Variação (%) |
| ------- | ------------------- | --------- | --------- | ------------ |
| 1       | Maranhão            | 51,6%     | 56,7%     | -9.2         |
| 2       | Acre                | 51,5%     | 51,0%     | 1,0          |
| 3       | Ceará               | 48,7%     | 50,7%     | -3,9         |
| 4       | Pernambuco          | 47,7%     | 50,7%     | -5,9         |
| 5       | Paraíba             | 47,5%     | 52,7%     | -9,6         |
| 6       | Alagoas             | 46,2%     | 54,2%     | -14,8        |
| 7       | Bahia               | 46,0%     | 50,5%     | -8,9         |
| 8       | Amazonas            | 45,8%     | 55,1%     | -16,8        |
| 9       | Piauí               | 45,4%     | 48,2%     | -5,8         |
| 10      | Sergipe             | 44,1%     | 45,2%     | -2,4         |
| 11      | Rio Grande do Norte | 43,5%     | 44,2%     | -1,6         |
| 12      | Pará                | 39,5%     | 47,0%     | -16,0        |
| 13      | Roraima             | 35,6%     | 45,1%     | -21,0        |
| 14      | Amapá               | 33,0%     | 47,8%     | -31,0        |
| 15      | Tocantins           | 28,7%     | 34,0%     | -15,6        |
| -       | Brasil              | 27,5%     | 31.6%     | -13,0        |
| 16      | Rondônia            | 24,4%     | 29,6%     | -17,6        |
| 17      | Espírito Santo      | 22,8%     | 26,3%     | -13,3        |
| 18      | Rio de Janeiro      | 21,1%     | 26,6%     | -20,7        |
| 19      | Minas Gerais        | 20,2%     | 27,0%     | -25,2        |
| 20      | Mato Grosso do Sul  | 19,3%     | 21,3%     | -9,4         |
| 21      | Goiás               | 18,4%     | 22,7%     | -18,9        |
| 22      | Mato Grosso         | 17,3%     | 22,1%     | -21,7        |
| 23      | Paraná              | 17,3%     | 20,0%     | -13,5        |
| 24      | São Paulo           | 16,3%     | 19,6%     | -16,8        |
| 25      | Distrito Federal    | 15,6%     | 17,1%     | -8,8         |
| 26      | Rio Grande do Sul   | 14,4%     | 16,8%     | -14,3        |
| 27      | Santa Catarina      | 11,6%     | 12,8%     | -9,4         |

*Variação em relação ao ano anterior: aumento da taxa (seta para cima em vermelho), taxa estável ou manteve-se (sinal de = em azul) e redução da taxa (seta para baixo em verde).

## Pobreza por regiões do Brasil
Abaixo estão as taxas de pobreza por regiões
| Posiç. | Regiões      | Taxa de pobreza 2021 |
| ------ | ------------ | -------------------- |
| 1      | Nordeste     | 47,4%                |
| 3      | Norte        | 36,9%                |
| 2      | Sudeste      | 19,8%                |
| 5      | Centro-Oeste | 17,6%                |
| 4      | Sul          | 14,9%                |

## Histórico da taxa de pobreza, 1970–2020
Lista em década, de 1970 a 2020 classificadas por ordem alfabética das unidades federativas do Brasil.
(Limiar de pobreza com renda efetiva de US$ 5.50/dia (PPC 2011),  $ 6,85/ dia (2017).
| Unidade federativa  | 1970  | 1980  | 1990   | 2000   | 2010  | 2020  |
| ------------------- | ----- | ----- | ------ | ------ | ----- | ----- |
| Acre                | 78,2% | 55,3% | 52.53% | 44,0%  | 29,4% | 41,0% |
| Alagoas             | 88,1% | 69,5% | 65.15% | 56,8%  | 34,2% | 44,3% |
| Amapá               | 72,5% | 50,0% | 36.43% | 38,1%  | 24,0% | 43,0% |
| Amazonas            | 78,2% | 44,6% | 45.00% | 48,5%  | 30,7% | 45,7% |
| Bahia               | 84,9% | 60,3% | 65.26% | 49,7%  | 28,7% | 39,2% |
| Ceará               | 90,0% | 70,2% | 66.36% | 51,7%  | 30,3% | 39,9% |
| Distrito Federal    | 45,6% | 17,5% | 14.97% | 12,2%  | 4,9%  | 13,8% |
| Espírito Santo      | 79,7% | 40,7% | 39.34% | 22,8%  | 9,5%  | 20,1% |
| Goiás               | 77,7% | 41,5% | 32.32% | 20,9%  | 7,5%  | 19,2% |
| Maranhão            | 90,0% | 74,1% | 73.27% | 62,7%  | 39,5% | 49,5% |
| Mato Grosso         | 79,7% | 45,9% | 35.48% | 22,0%  | 10,5% | 17,3% |
| Mato Grosso do Sul  | -     | 37,8% | 33.39% | 22,8%  | 9,9%  | 17,3% |
| Minas Gerais        | 77,5% | 41,4% | 41.01% | 24,6%  | 10,9% | 18,7% |
| Pará                | 80,4% | 51,9% | 53.82% | 46,9%  | 32,3% | 37,7% |
| Paraíba             | 91,7% | 73,1% | 68.29% | 49,6%  | 28,9% | 40,6% |
| Paraná              | 74,7% | 39,1% | 32.37% | 18,9%  | 6,4%  | 15,8% |
| Pernambuco          | 84,1% | 60,0% | 57.98% | 45,2%  | 27,1% | 42,3% |
| Piauí               | 94,5% | 80,1% | 73.22% | 57,2%  | 34,1% | 39,1% |
| Rio de Janeiro      | 26,3% | 18,7% | 22.94% | 13,6%  | 7,2%  | 20,3% |
| Rio Grande do Norte | 89,9% | 65,9% | 60.09% | 44,8%  | 23,7% | 35,4% |
| Rio Grande do Sul   | 62,9% | 25,9% | 26.88% | 15,5%  | 6,3%  | 13,8% |
| Rondônia            | 59,7% | 46,4% | 48.18% | 29,8%  | 14,8% | 20,7% |
| Roraima             | 68,1% | 35,7% | 36.75% | 33,56% | 26,6% | 40,1% |
| Santa Catarina      | 74,1% | 30,1% | 25.32% | 12,7%  | 3,6%  | 9,1%  |
| São Paulo           | 41,7% | 12,8% | 11.05% | 9,7%   | 4,6%  | 15,5% |
| Sergipe             | 87,1% | 62,5% | 59.34% | 48,8%  | 27,8% | 35,9% |
| Tocantins           | -     | -     | 59.07% | 45,1%  | 4,6%  | 30,9% |
| Brasil              | 67,9  | 39,4  | 38,7   | 27,9   | 15,2  | 25,0% |

## Nota
As linhas de pobreza adotadas nesta análise consideram os parâmetros calculados e recomendados pelo Banco Mundial de US$2,15/dia, para o índice de extrema pobreza, e de US$ 6,85/ dia, para o índice de pobreza. Todos os valores consideram a medida de paridade de poder de compra (2017) e são ajustados a preços médios de 2023 de acordo com Índice de Preços ao Consumidor Amplo (IPCA).
Para o cálculo das taxas, foram consideradas as linhas de pobreza e extrema pobreza estabelecidas pelo Banco Mundial – ou seja, US$ 6,85 per capita/dia e US$ 2,15 per capita/dia, respectivamente, comparados com a paridade de poder de compra do Brasil. Assim, as referências mensais das linhas de pobreza e extrema pobreza tomadas como limites foram R$ 665,02 e R$ 208,73, a valores de 2022.

Pelos critérios do Banco Mundial são consideradas pobres as pessoas que dispõem de menos de US$ 5,50 por dia por pessoa, equivalente a uma renda mensal per capita de R$ 497 reais em 2021 para o limiar de pobreza nacional, atuais R$ 637 ao mês, ou R$21,23 ao dia em 2022, conforme o Instituto Brasileiro de Geografia e Estatística.
1. Em 1970, Amapá, Rondônia e Roraima existiam como territórios. Mato Grosso do Sul e Tocantins não eram unidades federativas.